# 张大庆 (1969年)
張大慶（1969年10月23日—），男，河南开封人，中國天文愛好者，擅長目視搜尋彗星。
張大慶於2002年2月1日憑自製的反射望遠鏡發現池谷·張彗星，成為首位獨立目視觀測發現彗星且得到命名權的華人天文愛好者。

## 外部連結
- 彗坛人物：张大庆 （页面存档备份，存于），周興明絲路天文網站